# Franc Potočnik (častnik)
Franc Potočnik, slovenski pomorski častnik, aktivist Osvobodilne fronte, partizan, gospodarstvenik in publicist, * 4. marec 1903, Ljubljana, † 1. januar 1984, Ljubljana.

## Življenje in delo
Po maturi na klasični gimnaziji v Ljubljani se je vpisal na Višjo pomorsko akademijo v Dubrovniku in 1926 postal častnik Jugoslovanske kraljeve vojne mornarice. Služboval je v glavnem na torpedovkah, bil pa je tudi predavatelj na Višji pomorski akademiji v Dubrovniku. Po kapitulaciji Jugoslavije se je vključil v Osvobodilno fronto in v okviru le-te začel organizirati mlajše pomorske častnike v boju proti okupatorju. 19. marca 1942 je bil skupaj s še nekaterimi tovariši aretiran in interniran najprej v
koncentracijsko taborišče Gonars, nato v Chiesanuovo pri Padovi. V obeh taboriščih je kot član osvobodilnega odbora OF med taboriščniki nadaljeval s političnim delom. Zaradi tega so ga premestili v Koncentracijsko taborišče Rab, kamor je prišel 1. januarja 1943. Tudi tu je pričel organizirati upor, ustanovil tajni bataljon, ki je štel okoli 150 taboriščnikov, in je po italijanski kapitulaciji septembra 1943 najprej osvobodil taborišče, nato pa razorožil vse  italijanske vojaške postojanke na Rabu. Ob kapitulaciji fašistične Italije je bilo tu okoli 5.000 internirancev, največ Slovencev. Prvim 150 borcem se je nato pridružilo še okoli 1.600 taboriščnikov, ki so se pod Potočnikovim vodstvom  formirali v Rabsko brigado. Brigada je nato preko otoka Cresa odšla ne celino in dalje v snežniške gozdove na Mašun. Pozneje je bil Potočnik operativni časnik pri štabu
14. brigade. Po nemški ofenzivi pa je odšel na otok Vis v mornarico NOV in POJ, kjer je bil član ožjega vodstva mornarice in načelnik mornariške obveščevalne službe. Jeseni 1944 je bil preko Barija premeščen v Glavni štab Narodnoosvobodilne vojske in partizanskih odredov Slovenije, v sklepnih bojih za osvoboditev Jugoslavije pa v štab 4. armade. Po osvoboditvi je služil v Jugoslovanski vojni mornarici, vendar je iz osebnih razlogov novembra 1945 odšel iz nje in bil demobiliziran s činom
kapitana fregate. Za zasluge v narodnoosvobodilni borbi in po vojni je prejel več priznanj in državnih odlikovanj.
Po demobilizaciji je delal v gospodarstvu. Bil je direktor podjetja Export, nato referent v ministrstvu Ljudske republike Slovenije za lokalni promet, delal v direkciji Narodne banke Slovenije ter bil direktor Istrske banke v Kopru. Od 1953, ko se je za stalno naselil na primorskem, pa se je večinoma ukvarjal s pomorstvom. Bil je inšpektor  Pomorske srednje šole v Piranu, svetnik
za pomorstvo v Kopru, strokovni svetnik Splošne plovbe Piran ter direktor Višje pomorske šole Piran. Leta 1961 se je zaradi hude revme upokojil. Potočnik je avtor publikacije Žice, morje, gozdovi (COBISS) in knjige Koncentracijsko taborišče Rab (COBISS) To delo je bilo prevedeno tudi v italijanščino in je pod naslovom Il campo di sterminio fascista : l'isola di Rab izšlo leta 1979 v Torinu (COBISS). Napisal je tudi več člankov, ki so izšli v raznih zbornikih. Tako npr. tudi uvodno besedo k zborniku 20 let Pomorske šole Piran (Portorož, 1967) in članek Višja pomorska šola v Piranu za Slovenski pomorski zbornik (Koper, 1962).

## Priznanja in odlikovanja
- red za hrabrost
- red partizanske zvezde s puškama
- red bratstva in enotnosti z zlatim vencem
- red dela
- red zaslug za ljudstvo
- medalja »Garibaldi«
- posebno priznanje Višje pomorske šole Piran
- priznanje Osvobodilne fronte s srebrno značko
- nagrada »15. maj« občine Koper za leto 1974
- srebrna plaketa vojaške mornarice